# Косолапово (Кировская область)
Косолапово — опустевшая деревня в Котельничском районе Кировской области в составе Чистопольского сельского поселения.

## География
Располагается на расстоянии примерно 49 км по прямой на юг-юго-запад от райцентра города Котельнич.

## История
Была известна с 1873 года как починок Подле речки Боковой или Косолаповской, в котором учтено дворов 4 и жителей 38, в 1905 8 и 62, в 1926 (деревня Косолаповы) 14 и 97, в 1950 10 и 33, в 1989 уже не было учтено постоянных жителей.

## Население
Постоянное население не было учтено как в 2002 году, так и в 2010.